# Abierto de Australia 1991
Lista de los campeones del Abierto de Australia de 1991:

## Individual masculino
Boris Becker (ALE) d. Ivan Lendl (República Checa), 1–6, 6–4, 6–4, 6–4

## Individual femenino
Monica Seles (Yugoslavia) d. Jana Novotná (República Checa), 5–7, 6–3, 6–1

## Dobles masculino
Scott Davis/David Pate (USA)

## Dobles femenino
Patty Fendick (USA)/Mary Joe Fernandez (USA)

## Dobles mixto
Jo Durie (GBR)/Jeremy Bates (GBR)
| Predecesor: 1990                           | Abierto de Australia 1991 | Sucesor: 1992                         |
| Predecesor: Abierto de Estados Unidos 1990 | Grand Slam 1991           | Sucesor: Torneo de Roland Garros 1991 |

- Datos: Q751104